# IC 4289
IC 4289 је лентикуларна галаксија у сазвјежђу Хидра која се налази на листи објеката дубоког неба у Индекс каталогу.
Деклинација објекта је - 27° 7' 36" а ректасцензија 13h 34m 47,8s. Привидна величина (магнитуда) објекта IC 4289 износи 13,3 а фотографска магнитуда 14,3. IC 4289 је још познат и под ознакама ESO 509-67, MCG -4-32-41, PGC 47861.